# Leptoconops algeriensis
Leptoconops algeriensis är en tvåvingeart som beskrevs av Jean Clastrier 1975.
Leptoconops algeriensis ingår i släktet Leptoconops och familjen svidknott. Inga underarter finns listade i Catalogue of Life.